# Wilhelm Engel (Märtyrer)
Wilhelm Engel (* 5. März 1881 in Schmitzbüchel; † 15. April 1945 in Berlin-Moabit) war ein deutscher römisch-katholischer Gewerkschafter, Parteisekretär und Märtyrer.

## Leben

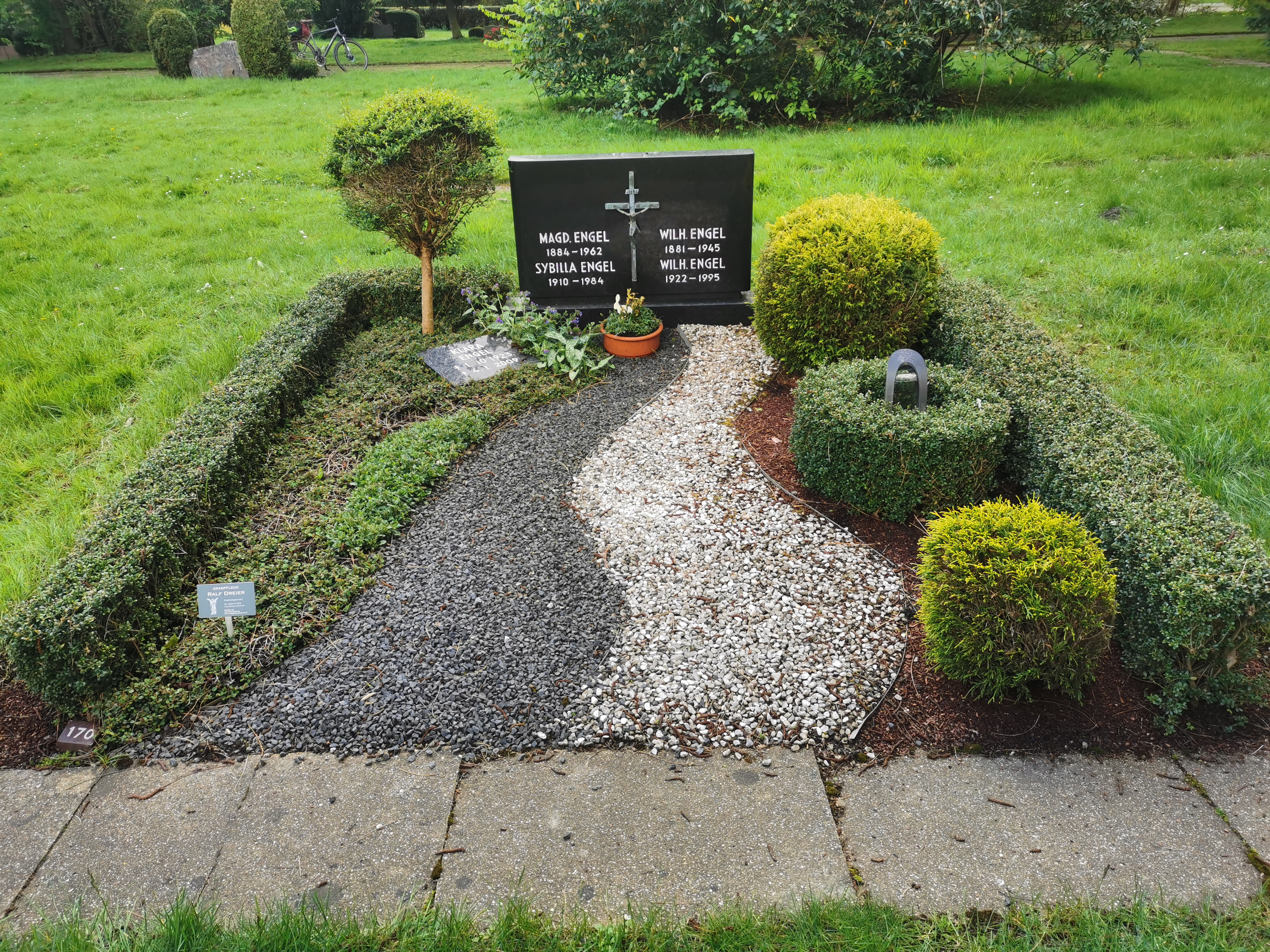
Grab von Wilhelm Engel

Wilhelm Engel wuchs als Sohn eines Grubenschmiedes in Immekeppel (Overath) im Bergischen Land auf. Er lernte Maschinenschlosser in Essen und arbeitete in seiner Heimat, wie auch in Mülheim an der Ruhr, wo er 1909 heiratete und die Stelle eines Gewerkschaftssekretärs des Christlichen Metallarbeiterverbandes übernahm. Im Ersten Weltkrieg leistete er Kriegsdienst und wurde verwundet. 1925 wurde er Geschäftsführer der Zentrumspartei in Bochum, die er bereits seit 1919 im Stadtparlament vertrat.
Nach der Gleichschaltung und Selbstauflösung seiner Partei 1933 war er anfänglich arbeitslos, dann Bürogehilfe des Katholischen Gemeindeverbandes. Nebenberuflich engagierte er sich in der Vinzenzkonferenz der Christ-König-Gemeinde Bochum, die von dem Franziskanerpater Romanus Bange und nach dessen Tod von Gandulf Korte geleitet wurde. In diesem Kreis saß ein Spitzel der Gestapo. Am 6. Juli 1944 wurde Engel mit elf weiteren festgenommen und am 5. Januar 1945 nach Berlin-Moabit in das Zellengefängnis Lehrter Straße gebracht. Dort starb er am 15. April 1945 unter ungeklärten Umständen. Er wurde im Familiengrab auf dem Hauptfriedhof Bochum bestattet.

## Gedenken
Die deutsche Römisch-katholische Kirche hat Wilhelm Engel als Märtyrer aus der Zeit des Nationalsozialismus in das deutsche Martyrologium des 20. Jahrhunderts aufgenommen. In Bochum ist seit 1946 eine Straße nach ihm benannt. 2010 wurde vor seinem Bochumer Wohnhaus ein Stolperstein verlegt.